# Little Malvern
Little Malvern – wieś w Anglii, w hrabstwie Worcestershire, w dystrykcie Malvern Hills. Leży 17 km na południowy zachód od miasta Worcester i 165 km na zachód od Londynu.